# The Lazys
The Lazys ist eine australische Hardrock-Band.

## Geschichte
Die Band wurde 2006 in Sydney gegründet und nahm 2010 nach einigen EPs  ihr erstes Album "Prison Earth" auf. Das zweite mit dem Titel "The Lazys" folgte im Jahr 2014. Beim neusten Album "Tropical Hazards" aus dem Jahr 2018 erhielt die Band Unterstützung beim Songwriting von Ian D’Sa (Billy Talent). Ian D’Sa war auch zusammen mit Eric Ratz (Big Wreck, Danko Jones, Monster Truck) für die Produktion zuständig.
Mittlerweile war die Band nach Toronto umgezogen und feierte in Kanada die ersten Chart Erfolge. Es folgten die ersten Auftritte in Europa.
Bei ihrer Europa-Tournee im Jahr 2019 wurde der Auftritt beim Crossroads Festival in Bonn als TV-Produktion im Rahmen des Rockpalast aufgezeichnet.
Im Juli 2019 folgen in Deutschland weitere Auftritte von The Lazys als Vorgruppe von Black Stone Cherry. Daraufhin folgten im August Auftritte auf dem Wacken Open Air. sowie Summerbreeze. Im Jahr 2022 traten sie zudem auf dem Festival Rock Am Ring auf dem Nürburgring auf.

## Diskografie
- 2010: Prison Earth (Album)
- 2014: The Lazys (Album)
- 2018: Tropical Hazards (Album)